# 中国对各国曾用翻译名称列表
本列表收錄关于中国历代对各国各地各族曾用的译名。

## 东亚、东北亚及东南亚（除西域及漠北）

### 俄罗斯
- 罗刹（国）。清初曾用译名，但尼布楚条约已弃用此名，也作罗车。

- 今译俄罗斯，系从蒙古转译。蒙古语不习惯以“R”开头，因此在前面加了“O”音，转入汉语，即是“俄罗斯”。也作斡罗斯、鄂罗斯、峨罗斯、阿罗思、斡鲁斯、兀鲁斯、额利西、葛勒斯、缚罗答、尼罗斯。
- 莫斯哥未亚，来源于莫斯科公国。

### 日本
- 倭国
- （大）和

### 朝鲜
- 高丽和高句丽，有时称句丽。句丽（古代朝鲜人又记音为“忽”）可能是古代韩语里“城市”的意思。高丽来源于高句丽的简称，这一写法起源于汉武帝时期设玄菟郡，下辖高句骊县。这一汉字名后为朝鲜部分历史政权正式认可和对内使用。被认为是朝鲜的旧称，1973年、1980年金日成建议朝韩统一后使用高丽作为国号。

### 越南
- 安南。679年下半年，唐高宗调露元年，改交州都督府为安南都护府。后遂成为中原政权册封越南古代国王的封国国号，亦为越南古代政权对外正式使用过的国号。明史用名。后阮朝与清廷交涉改为今名越南。
- 交趾，又作交阯。源于南越国王赵佗将象郡拆分为交趾郡和九真郡。

#### 占城
- 今译占城，又名占不劳、占婆，明史用名。

##### 宾童龙
- 今译宾童龙，明史用名。越南称潘胧、潘郎。

### 中南半岛余部以及马来群岛

#### 柬埔寨
- 今译柬埔寨，明史用名。
- 又译高棉。
- 真腊，明史用名。

#### 泰国
- 暹罗，明史用名。

#### 菲律宾
- 吕宋。因吕宋岛得名，吕宋一词可能义为一种杵臼。明史用名。
- 今译菲律宾，是西班牙人为纪念时为太子的谨慎者腓力二世而命名。

##### 甘马粦
- 合猫里。南甘马粦和北甘马粦省。明史记载名称。

##### 班诗兰省
- 邦阿西楠省，今台译。
- 蜂牙丝兰省，菲律宾闽南语（咱人话）名称。
- 冯嘉施兰，明史记载名称。

##### 苏禄
- 今译苏禄，明史记载名称。

#### 三佛齐
- 今译三佛齐，又称干陀利，明史用名。

#### 马来西亚

##### 马六甲
- 满剌加。明史记载名称。
- 麻六甲。明史记载名称。

##### 彭亨
- 今译彭亨。明史记载名称。

##### 柔佛
- 今译柔佛，又名乌丁礁林。明史记载名称。

#### 印度尼西亚

##### 雅加达
- 咬𠺕吧，明史记载名称。

##### 苏门答腊
- 苏门答剌。明史记载名称。
- 须文达那。明史记载名称。

##### 摩鹿加群岛
- 又译马鲁古群岛。
- 香料群岛。
- 美洛居，俗称米六合。均为明史记载名称。

##### 勿里洞岛
- 麻叶瓮。明史记载名称。

##### 马辰
- 又译班贾尔马辛、班遮马沁。
- 文郎马神。明史记载名称。

##### 爪哇
- 今译爪哇。明史记载名称。

##### 诃陵
- 阇婆。明史记载名称。

##### 日里雪冷
- 碟里。明史记载名称。

##### 亚齐
- 哑齐。明史记载名称。
- 南浡里。明史记载名称

#### 文莱
- 婆罗。因文莱位于婆罗洲得名，明史用名。
- 浡泥。明史用名

## 中亚、西域及漠北

### 西域及漠北

#### 漠北

##### 东胡
- 乌桓
- 鲜卑

### 中亚

#### 里海
腾吉斯鄂谟。满蒙混合译名。

## 南亚

### 印度
- 痕都斯坦。察合台语，实即莫卧儿，系清廷对印度的错误认知，然亦与今日印度人认可的国家指称（Hindustan）相似。
- 港脚。英语“country”之译，意即国家，是清末对广东一带的印度人的称呼。

#### 琐里
- 今译纳加帕蒂南，又译纳格伯蒂讷姆。
- 琐里。明史用名。

### 尼泊尔
廓尔喀。沙阿王朝。

### 不丹
布鲁克巴。

### 斯里蘭卡
- 斯里兰卡梵语古名Simhalauipa，意为“驯狮人”，因此有音译已程不（汉书）、僧伽羅（大唐西域记），意译師子洲、執師子國、狮子国。
- 斯里兰卡古阿拉伯语Sirandib，有细兰、锡兰之名。
- 由於佛陀曾在島上說楞伽經，故又名為楞伽島，楞伽一词即是今日斯里兰卡的的兰卡。
- 佛教典籍称其为赤铜鍱（部）。

## 近东中东（西亚）

### 伊朗
- 波斯。旧称，源于希腊人对伊朗人的称呼。
- 巴剌西。明史用名。

## 欧洲

### 罗马
·大秦
·拂菻(拜占庭帝國)

### 英国
- 红毛夷。亦曾可用来称呼荷兰，后多特指英国。
- 披楞。同“佛郎机”一样源自波斯语farangi，即外国人，藏语将这个词转称为“pherang”或“phyigling”，并用它来指称当时征服了印度的英国人，清廷在处理西藏事务的时候由此进而将其称为披楞，但长期并未认识到其与红毛夷是一个国家。
- 噶哩嘎达。实即加尔各答，曾经的英属印度首府。清廷在第二次廓尔喀战役时，应战争需要对“披楞”进行了进一步的了解，对披楞有了另一个名字，并确认了噶哩嘎达即红毛夷，不过这个认识只被少数高层认识到，很快就又遗忘了。
- 英伦三岛。实际上是指三个“land”，地，即“英格之地”、“苏格之地”和“爱尔之地”。

#### 英格兰
英吉利。今有海峡仍称英吉利海峡。

### 荷兰
- 红毛夷，另作红毛鬼、红夷、红毛番等类似叫法。中国跟欧洲国家在海上进行早期交流的时候，许多人英荷不分，并因此使这个名称最终被用到了英国人身上，并固定为“红毛夷”。
- 和兰。

### 葡萄牙
- 佛朗机。据考源自波斯语farangi，意为外国人。明朝从欧洲购入的火器统称佛朗机炮，因多半从葡萄牙人手中中转之故。明史称殖民马六甲、巴西及菲律宾者为佛郎机，未辨明西班牙（菲律宾殖民者）、葡萄牙（马六甲、巴西、澳门殖民者）两国。

### 西班牙
- 佛郎机。明史称殖民马六甲、巴西、菲律宾者及澳门为佛郎机，未辨明西班牙（菲律宾殖民者）、葡萄牙（马六甲、巴西、澳门殖民者）两国。
- 干系腊。明史记载名称。
- 日斯巴尼亚或以西巴尼亚。因此据称曾有中国官员将西班牙与日本混淆。[1]

- 士班雅。《圣经》曾用译名。

- 大吕宋。因其在美西战争前长期殖民菲律宾（别称吕宋）而名。

- 今译西班牙来自闽南话。

## 美洲大洋洲

### 美国
花旗（国）。今有花旗银行、花旗参。